# Johan Cruijff
Johan Cruĳff, właśc. Hendrik Johannes Cruĳff wymowaⓘ (ur. 25 kwietnia 1947 w Amsterdamie, zm. 24 marca 2016 w Barcelonie) – holenderski piłkarz grający na pozycji napastnika lub ofensywnego pomocnika, reprezentant kraju, trener.
Jeden z najlepszych zawodników w historii piłki nożnej. Wychowanek Ajaxu, zawodnik hiszpańskiej FC Barcelony, amerykańskiego Los Angeles Aztecs, Washington Diplomats, hiszpańskiego Levante oraz Feyenoordu, trzykrotny zdobywca Złotej Piłki (1971, 1973, 1974). Z reprezentacją Holandii zdobył wicemistrzostwo świata 1974 oraz brązowy medal mistrzostw Europy 1976. Jako trener prowadził Ajax oraz FC Barcelonę, która pod wodzą Cruijffa nazywana była Dream Teamem oraz reprezentację Katalonii. Poza Holandią jego nazwisko zapisywane jest często jako Cruyff (zobacz sekcję pisownia nazwiska).

## Wczesne życie
Hendrik Johannes Cruĳff urodził się 25 kwietnia 1947 roku o godzinie 13 na przedmieściach Amsterdamu, przy ulicy Weidestraat, pół kilometra od stadionu De Meer, na którym grał stołeczny Ajax Amsterdam. Dorastał w mieszczańskiej rodzinie, ojciec Hermanus Cornelis Cruĳff był właścicielem sklepu spożywczego, zaś matka – Petronella Bernarda Draaĳer pomagała w prowadzeniu rodzinnego interesu. Od najmłodszych lat Jopie, jak zwykła wołać na niego matka, spędzał całe dnie na grze w uliczną piłkę nożną i robił to na tyle intensywnie, że tygodniowo zużywał jedną parę butów. W wieku 10 lat został wyłowiony przez skautów Ajaksu spośród dużej grupy młodych piłkarzy. Gdy miał 12 lat, 8 lipca 1959 jego ojciec zmarł na atak serca. Chłopiec mocno przeżył śmierć ojca i twierdził, że wciąż czuje jego obecność. Rodzina była zmuszona sprzedać sklep i poszukać nowych źródeł dochodu – matka Johana podjęła pracę w charakterze sprzątaczki w Ajaksie. Dwa lata później człowiek odpowiadający za utrzymanie w murawy amsterdamskiego stadionu przyjął młodego Cruĳffa do pomocy. Jego zadaniem było sypanie piasku na boisku po ulewnym deszczu oraz zatykanie chorągiewek w jego rogach. W wolnych chwilach cały czas grał w piłkę, głównie ze starszymi od siebie zawodnikami. W wieku 14–15 lat za partnerów miał 18-letnich i starszych piłkarzy, co powodowało, że przewadze fizycznej rywali przeciwstawiał coraz lepszą technikę.

## Kariera piłkarska

### Ajax Amsterdam
W 1962 roku czytelnicy klubowego pisma Ajaksu dowiedzieli się, że w klubie rośnie talent, który warto obserwować podczas meczów. 24 października 1964 roku trener Vic Buckingham pozwolił siedemnastolatkowi zagrać w towarzyskim spotkaniu z Helmondia '55. Jednak prawdziwy debiut nastąpił 14 listopada tego roku podczas występu przeciwko drużynie FC Groningen. Ajax przegrał 1:3, ale Cruĳff strzelił swoją pierwszą bramkę na trzy minuty przed końcem spotkania. Sezon 1964/65 Joden skończyli na najniższym miejscu w historii, tj. trzynastym w Eredivisie, która liczyła wówczas 16 zespołów.
O młodym zawodniku zaczęło być głośno w kolejnym sezonie. Miejsce w podstawowym składzie wywalczył po strzeleniu dwóch bramek w meczu przeciwko Door Wilskracht Sterk rozegranym 24 listopada 1965. W siedmiu meczach strzelił 8 bramek, a w marcu 1966 zdobył 3 gole w wygranym 6-2 spotkaniu z Telstar. Cztery dni później, w pucharowym pojedynku z BV Veendam, napastnik czterokrotnie trafił do siatki rywali, co w całym sezonie udało mu się 25 razy (w 23 meczach). Ajax zdobył mistrzostwo, a Cruĳff został zauważony przez selekcjonera reprezentacji Holandii, George Kesslera. Zawodnik wyróżniał się dryblingiem, szybkością oraz nieszablonową wizją gry. Debiut w meczu międzypaństwowym miał miejsce 7 września w Rotterdamie w meczu z Węgrami, a Cruĳff w końcówce spotkania strzelił wyrównującą bramkę. 6 listopada, w swoim drugim meczu w kadrze, przeciwko Czechosłowacji na Stadionie Olimpĳskim w Amsterdamie, Cruĳff jako pierwszy w historii reprezentant Holandii musiał zejść z boiska po otrzymaniu czerwonej kartki. Poirytowany skutecznymi interwencjami Hrovatha i Popluhara, Cruĳff rzucił się na tego drugiego z pięściami, za co został ukarany przez sędziego Glöcknera z NRD. W związku z dyskwalifikacją przez krajową federację następny raz zagrał w reprezentacji dopiero 13 września 1967, strzelając jedynego gola w meczu z NRD. Wcześniej, 7 grudnia 1966 w ćwierćfinale Pucharu Europy Ajax wygrał u siebie z Liverpoolem aż 5:1. Choć drużyna z Amsterdamu poległa w następnej rundzie, to drużyna z Holandii została dostrzeżona na europejskiej arenie. W sezonie 1966/67 Ajax ponownie okazał się najlepszy w kraju zdobywając dublet, a młody napastnik został królem strzelców strzelając 33 gole. Kolejny rok to wygrana stołecznego zespołu w lidze i wyróżnienie Cruĳffa jako najlepszego holenderskiego piłkarza. 28 maja 1969 Ajax zagrał w finale Pucharu Europy, w którym przegrał z włoskim A.C. Milan 1-4.
W wieku 20 lat strzelił 6 goli w jednym meczu. Pechowy bramkarz, Gerrit Vooys wspominając ten mecz z listopada 1967 powiedział Gdyby to był ktoś inny byłoby to straszne, ale jeśli chodzi o Cruĳffa poczytuje to sobie za szczególny, choć negatywny zaszczyt.
Pierwszy raz z numerem „14” zagrał 30 listopada 1970. Po kontuzji pachwiny przez którą stracił początek sezonu, powrócił na mecz z PSV Eindhoven. Jego dotychczasowy numer – dziewiątkę przejął wtedy Gerrie Mühren, a po dobrym występie Cruĳffa gazety pisały, że jedyną rzeczą której mu brakowało była poprzednia koszulka. Jednak Cruĳff został przy nowym numerze i dla wielu kibiców stał się jego synonimem. W Ajaksie i reprezentacji Holandii grał z nim do końca kariery. Podczas mundialu w Niemczech tylko El Salvador mógł wybrać numer, a w wyniku decyzji selekcjonera Michelsa, reszta zawodników otrzymała trykoty zgodnie z kolejnością alfabetyczną.
Z Cruĳffem w składzie Ajax osiągnął bezprecedensową serię sukcesów zdobywając najważniejsze trofea w klubowej piłce nożnej. Holendrzy trzykrotnie zdobywali Puchar Europy (1971–1973), raz Pucharu Interkontynentalny (1972), a ich widowiskowy styl stał się wizytówką futbolu totalnego.
W 1971 roku Ajax dotarł do finału Pucharu Europy i 2 czerwca zwyciężył w finale na Wembley z greckim Panathinaikosem Ateny 2:0, a Cruĳff zdobył swoją pierwszą Złotą Piłkę.
W kolejnym sezonie Holender z 25 bramkami zdobył tytuł króla strzelców Eredivisie. Do drużyny dołączyli nowi zawodnicy – Ruud Krol oraz Johan Neeskens. Ajax wygrał wszystkie rozgrywki – zdobył mistrzostwo i puchar kraju, Puchar Europy oraz Pucharu Interkontynentalny (4-1 w dwumeczu z CA Independiente) oraz Superpuchar Europy UEFA (6-3 z Rangers).

### FC Barcelona
13 sierpnia 1973 roku zawodnik podpisał kontrakt z FC Barcelona. Transfer był skomplikowany, a Barça po raz pierwszy wykazała zainteresowanie zawodnikiem w 1970 roku. Ajax zażądał za piłkarza 24 mln peset, co było w tamtych czasach ceną bardzo wysoką, ale możliwą do zaakceptowania przez Katalończyków. Na przeszkodzie stanął obowiązujący w Hiszpanii od 1969 roku zakaz zatrudniania zagranicznych piłkarzy. Ówczesny prezydent Dumy Katalonii, Agustí Montal Costa, ze względu na transfer Holendra bez skutku próbował zmienić decyzję władz hiszpańskiej federacji. W głosowaniu, które odbyło się 9 marca 1970 roku przedstawiciele klubów zadecydowali, że zakaz sprowadzania zawodników z zagranicy będzie utrzymany. Zniesiono go dopiero trzy lata później i Blaugrana od razu wznowiła starania o pozyskanie Cruĳffa. Tym razem na przeszkodzie próbował stanąć prezydent Ajaksu, van Praag, który nie chciał stracić najlepszego zawodnika. Cruĳff jednak odmówił dalszej gry w barwach dotychczasowej drużyny zapowiadając, że jeśli nie dostanie zgody na transfer, to zakończy karierę. Negocjacje przeciągały się, a włodarze katalońskiego klubu zaczęli się zastanawiać nad transferem niemieckiego napastnika – Gerda Müllera. Ostatecznie prezydent van Praag, który zgodził się przybyć do La Coruñy, gdzie przy okazji pobytu Ajaksu na turnieju Trofeo Teresa Herrera spotkał się z działaczami z Katalonii. Za najlepszego gracza zespołu zażądał 3 mln dolarów (po milionie za każdy rok kontraktu), co było kwotą bardzo wysoką. Po długich negocjacjach w których uczestniczył również nowy trener Barçy, Rinus Michels, w końcu sfinalizowano umowę.
Kwota transferu wyniosła 65 mln 283 tys. peset, czyli 1,3 mln dolarów, co było ówczesnym rekordem świata. Menadżerem piłkarza był teść zawodnika, amsterdamski jubiler Cor Coster. Indywidualny kontrakt to 1 mln dolarów (500 tys. w ciągu piętnastu dni od podpisania umowy, a kolejne 500 tys. w miesięcznych ratach przez okres obowiązywania kontraktu). Ostatnim spotkaniem Cruĳffa w Ajaksie był drugi mecz sezonu 1973/74 19 sierpnia z FC Amsterdam (6-1).
W swoim pierwszym sezonie Holender zmienił oblicze drużyny. Z powodu kłopotów transferowych, zadebiutował dopiero w ósmej kolejce ligowej, kiedy Katalończycy okupowali dolną strefę tabeli z jedynie 4 punktami na koncie. Debiut przypadł na 28 października, kiedy Barça wygrała 4-0 z Granadą, a zawodnik strzelił 2 bramki. Od chwili pierwszego występu Holendra zespół nie zanotował ani jednej porażki przez 26 spotkań. FC Barcelona zdobyła pierwsze od 14 lat mistrzostwo Hiszpanii. Zawodnik szybko zdobył serca culés mówiąc publicznie, że nie mógłby zagrać w Realu Madryt, klubie związanym z Franco.
Do historii przeszedł strzelony w powietrzu w ekwilibrystyczny sposób gol w meczu z Atlético Madryt, który nazywano Le but d’Imposible de Cruyff (Niemożliwy gol Cruyffa) i Phantom Gol.
W meczu ze stołecznym Realem na Estadio Santiago Bernabéu 17 lutego 1974 roku Duma Katalonii wygrała 5-0, co jest najwyższa porażką Królewskich w El Clásico.
Kolejny sezon w Barcelonie był mniej udany, piłkarz notował słabsze występy. W pamięci kibiców został incydent z meczu z Malagą, kiedy pochodzący z Nawarry arbiter Orrantia ukarał go pierwszą podczas kariery w Hiszpanii czerwoną kartką. Niemogący pogodzić się karą zawodnik odmówił opuszczenia murawy i musiano siłą usunąć go z boiska.

Wkrótce Michels rozstał się z klubem, zaś wybrany na jego następcę Hennes Weisweiler wprowadził w drużynie żelazną dyscyplinę. W ligowym meczu z Sevillą, Niemiec postanowił zdjąć największą gwiazdę klubu i wpuścić zamiast niego Fortesa. Cruĳff poczuł się urażony, co stało się powodem konfliktu z trenerem. Holender oznajmił, że klub musi wybrać między nim a szkoleniowcem. Ostatecznie Niemiec zrezygnował i zastąpił go Laureano Ruiz, a wkrótce potem trenerem został ponownie Michels. Piłkarz wywołał jednak kolejny skandal, ponownie w meczu z Malagą. Znowu ukarany czerwoną kartką Holender, dopuścił się obrazy sędziego Melero, czego konsekwencją było odsunięcie piłkarza od 3 spotkań ligowych. Próby tłumaczenia, jakoby arbiter błędnie zinterpretował słowa skierowane do kolegi z drużyny – Manilo Claresa niewiele pomogły. Osłabiona Barca zakończyła sezon na drugim miejscu w lidze.

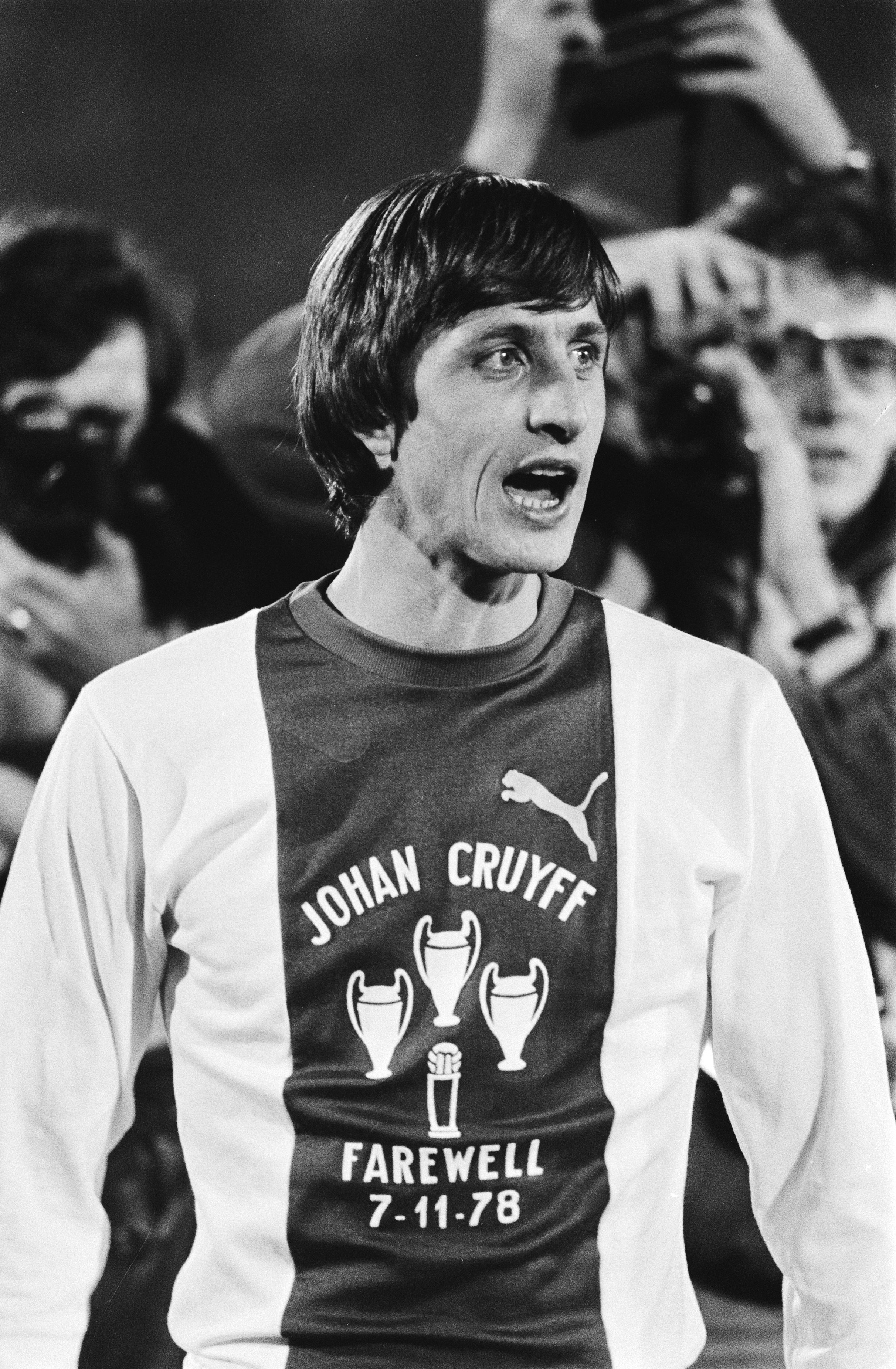
Johan Cruĳff, 1978

Sezon 1977/1978 przyniósł FC Barcelonie Puchar Króla, trzecie wicemistrzostwo Hiszpanii z rzędu i zmianę prezydenta klubu. Josep Lluís Núñez pokonał w wyborach dotychczasowego sternika – Montala. Borykający się z poważnymi problemami finansowymi Cruĳff (za radą nieuczciwego wspólnika zainwestował w chybiony interes w Lleidzie, przez co stanął na skraju bankructwa) zdecydował się przenieść do USA i przyjąć lukratywną propozycję jednego z klubów tamtejszej ligi. El Flaco odszedł po pięciu latach i rozegraniu 227 spotkań w barwach klubowych (139 w La Liga, 7 w Pucharze Europy, 8 w Pucharze Hiszpanii, 26 w rozgrywkach UEFA, 47 w towarzyskich) i zdobyciu w nich 88 goli (47 w lidze, 1 w Pucharze Hiszpanii, 12 w UEFA i 28 w towarzyskich).

### Dalsza kariera
Kuszony przez New York Cosmos (gdzie grali m.in. Pelé i Franz Beckenbauer), w barwach którego zagrał kilka spotkań towarzyskich, Cruĳff trafił do Los Angeles Aztecs. W debiucie 23 maja 1979 zdobył 2 bramki w wygranym 3-0 spotkaniu. W swoim pierwszym sezonie za oceanem Holender strzelił 16 bramek w 27 meczach i został uhonorowany wyróżnieniem dla najbardziej wartościowego zawodnika North American Soccer League (NASL).
Po sezonie gry w Washington Diplomats i kolejnej nagrodzie dla najlepszego piłkarza ligi, piłkarz zdecydował się na powrót do Europy. W marcu 1981 na krótko trafił do Levante UD, gdzie zagrał 10 spotkań i strzelił 2 gole, ale szybko odszedł z powodu nieosiągnięcia finansowego porozumienia z klubem. Następnie na krótko powrócił do Washington Diplomats (5 meczów, 2 bramki), a wieku 34 lat podpisał dwuletni kontrakt z Ajaksem.
Sezon 1981/82 rozpoczął od zdobycia kilku wyjątkowych bramek (m.in. przelobowanie Edwarda Metgoda 6 grudnia), a zakończył go z dorobkiem 14 trafień. Dużym wydarzeniem było niekonwencjonalne wykonanie rzutu karnego w meczu z Helmond Sport w 1982 roku. Zamiast strzelić z 11 metrów do bramki Holender podał w bok, do kolegi z drużyny Jespera Olsena, który oddał ją z powrotem, a Cruĳff strzelił do bramki obok Otto Verfelda.
W kwietniu 1983 roku, w meczu z NEC Nĳmegen Cruĳff został zmieniony przez debiutanta, niespełna 18-letniego Marco van Bastena.
Choć w ciągu dwóch lat w Ajaksie, Cruĳff zdobył dwa mistrzostwa kraju, klub nie zdecydował się na przedłużenie kontraktu. Włodarze klubu stwierdzili, że czas holenderskiego internacjonała minął bezpowrotnie, a prezydent Ton Harmsen publicznie stwierdził, że gracz jest już za stary. Urażony piłkarz podpisał kontrakt z odwiecznym rywalem Ajaksu – Feyenoordem. 36-latek, wygrywając z Ajaksem wszystkie możliwe rozgrywki (8 mistrzostw kraju, tyleż samo pucharów, 3 Pucharu Europy, Puchar Interkontynentalny i Superpuchar Europy) postanowił powiększyć swój dorobek z zespołem odwiecznego rywala. Po jego przyjściu niemogący przełamać supremacji Ajaksu klub z portowego miasta zdobył pierwsze od 9 lat mistrzostwo, do którego dołożył puchar kraju. Cruĳff do końca odgrywał w drużynie pierwszoplanową rolę, a po sezonie zakończył karierę. W wieku 37 lat na pożegnanie powiedział Jestem profesjonalistą. Nie mogę mówić, że jestem stary, zmęczony i prosić o wystawienie mnie na pół meczu. Wszystko, albo nic...

## Kariera reprezentacyjna
Johan Cruijff debiut w reprezentacji Holandii zaliczył 7 września 1966 roku w zremisowanym 2:2 meczu z reprezentacją Węgier rozegranym na Stadionie Feijenoord w Rotterdamie w ramach eliminacji do mistrzostw Europy 1968, w którym Cruijff strzelił swojego pierwszego gola dla Pomarańczowych.

### Mundial 1974

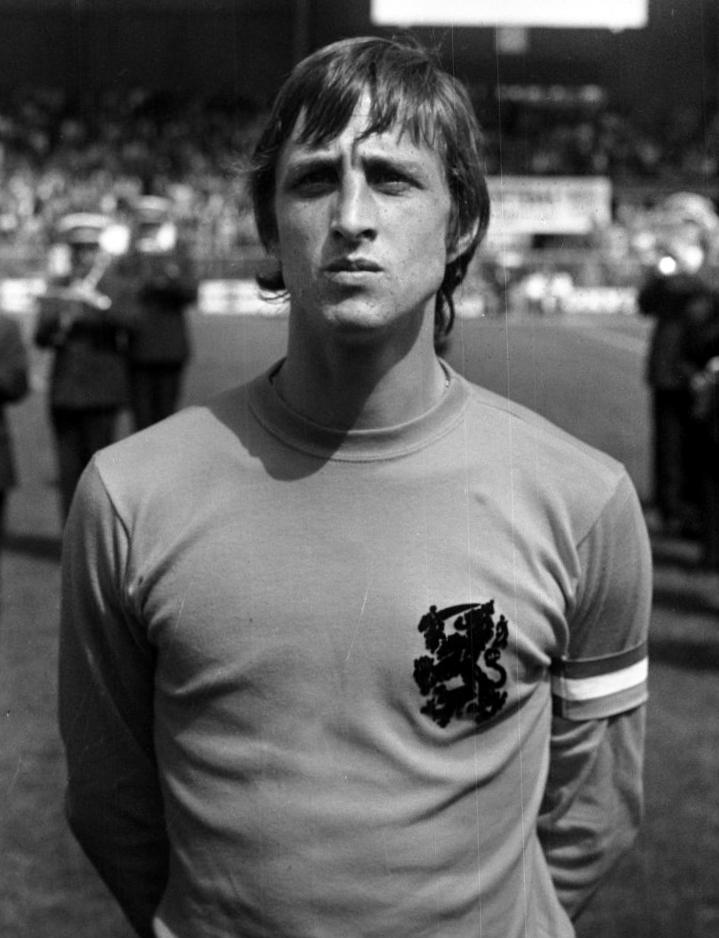
Cruĳff w meczu z Argentyną, 1974

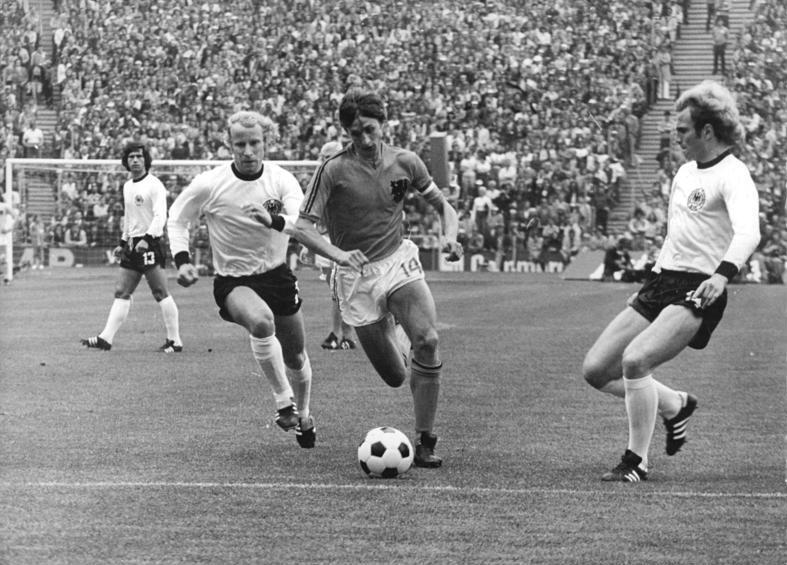
Johan Cruĳff, MŚ 1974

Punktem przełomowym w karierze Cruijffa mistrzostwa świata 1974 rozegrane w RFN-ie, na które Pomarańczowi zakwalifikowali się do po raz pierwszy od mistrzostw świata 1938 we Francji. Drużyna Pomarańczowych, w której Cruijff był kapitanem, w drodze do finału rozegrała 6 meczów (z reprezentacją Urugwaju, reprezentacją Szwecji, reprezentacją Bułgarii, reprezentacją Argentyny, reprezentacją NRD i reprezentacją Brazylii), w których strzeliła 14 goli, tracąc przy tym jednego. Piłkarskie środowidko było zachwycone futbolem totalnym selekcjonera reprezentacji Holandii – Rinusa Michelsa oraz Cruijffem, który był dyrygentem zespołu oraz nazywany Boskim Johanem i drużyna była stawiana w roli faworyta do triumfu w turnieju, jednak mecz finałowy rozegrany 7 lipca 1974 roku na Stadionie Olimpijskim w Monachium wygrała reprezentacja RFN 1:2, mimo że Pomarańczowi w 2. minucie prowadzili 1:0 po golu z rzutu karnego Johana Neeskensa i ostatecznie Pomarańczowi, mimo że powszechnie uznani zostali za najlepszą drużynę turnieju, musieli zadowolić się wicemistrzostwem świata, a Cruijff w tym samym roku po raz drugi zdobył Złotą Piłkę.

### Mistrzostwa Europy 1976
Cruijff był czołowym zawodnikiem reprezentacji Holandii podczas mistrzostw Europy 1976 w Jugosławii, na które Pomarańczowi awansowali pokonując w eliminacjach m.in.: reprezentację Polski, wygrywając decydujący mecz 3:0 rozegrany 15 października 1975 roku na Stadionie Olimpijskim w Amsterdamie. Na tym turnieju drużyna selekcjonera George'a Knobela przegrała w półfinale 3:1 po dogrywce z reprezentacją Czechosłowacji, natomiast w meczu o 3. miejsce wygrała 3:2 po dogrywce z reprezentacją Jugosławii i ostatecznie zdobyła brązowy medal, co wobec wysokich oczekiwań przyjęto dość chłodno. Niektórzy zawodnicy, jak np. Ruud Geels, publicznie protestowali przeciwko ustalaniu składu przez gwiazdę FC Barcelony. Po półfinałowym meczu z reprezentacją Czechosłowacji Cruĳff obraził się i opuścił zgrupowanie. Kibice i dziennikarze zbojkotowali mecz o 3. miejsce w proteście przeciw konfliktowości zawodników oraz przedkładaniu indywidualnych interesów ponad dobro drużyny (chodziło głównie o Cruĳffa).

### Koniec kariery reprezentacyjnej
Po udanych eliminacjach do mistrzostw świata 1978 w Cruijff odmówił wyjazdu na turniej w Argentynie, tłumacząc decyzję rządami junty wojskowej w kraju gospodarza turnieju. W 2008 roku, w wypowiedzi dla radia Catalunya powiedział, że w 1977 roku miała miejsce próba porwania, podczas której grożono mu bronią i był związany, podobnie jak jego żona. Przez 4 miesiące po tym zdarzeniu jego dom oraz rodzina byli pod ochroną. Holender powiedział, że żeby zagrać na mundialu trzeba być gotowym na 200% i są momenty w życiu kiedy ważne są inne wartości. Ostatecznie w latach 1966–1977 Johan Cruijff w reprezentacji Holandii rozegrał 48 meczów (w tym 34 w roli kapitana), w których strzelił 33 gole.

### Reprezentacja Katalonii
Johan Cruijff 9 czerwca 1976 roku na Camp Nou w Barcelonie wystąpił w towarzyskim meczu reprezentacji Katalonii przeciwko reprezentacji ZSRR, który zakończył się remisem 1:1.

## Styl gry
Nawiązując do koncepcji „trenera stulecia” według FIFA – Rinusa Michelsa, Boskiego Johana można nazwać piłkarzem totalnym.
Podczas kariery powszechnie nazywano go piłkarzem 2000. roku, bo tak zdaniem wielu wyprzedzał swoje czasy. Głównymi walorami piłkarza był wizja gry, przewidywanie zdarzeń na boisku, a także szybkość, drybling i elegancja na boisku. 

Gdy śledziłeś ruchy jego ciała, a nie piłki, to już byłeś przegrany

 wspominał były kolega z Ajaksu, Wim Suurbier. Cruijff był urodzonym przywódcą, a koledzy słuchali jego uwag – przez większość kariery był kapitanem drużyn w których występował.

Koncepcja Rinusa Michelsa oparta była na wymienności pozycji, gdzie każdy zawodnik mógł być w odpowiednim momencie zarówno napastnikiem, jak i obrońcą, zmieniła piłkę nożną. Najwybitniejszym zawodnikiem futbolu totalnego był właśnie Cruijff, który odgrywał kluczową rolę zarówno w klubie, jak i w reprezentacji. Michels określił go tak: 

To geniusz, który z sobie tylko wiadomych powodów nie wykorzystał do końca swojego wielkiego potencjału. Bał się odpowiedzialności. Popisy indywidualne zbyt często przedkładał ponad dobro drużyny

.

Po śmierci trenera stulecia w 2005, Cruijff powiedział: 

Futbol stracił jedną z najważniejszych postaci a on osobiście stracił człowieka, który nauczył go wszystkiego zarówno będąc piłkarzem, jak i trenerem. Zawsze podziwiałem jego metody szkoleniowe. Michels zawsze jasno określał to, czego chciał. I by to osiągnąć potrafił zmotywować. (...) Jako piłkarza i trenera nikt nie nauczył mnie więcej niż on podczas całej mojej kariery w futbolu.

Dziennikarz sportowy David Miller określił zawodnika mianem Pitagorasa w futbolowych butach, chwaląc tym samym precyzję podań, strzałów i matematyczny wręcz przegląd pola gry. Wadą piłkarza był natomiast wybuchowy temperament i liczne polemiki z sędziami.
Johan Cruĳff umiał zrobić rzeczy nieosiągalne z piłką dla większości graczy, dlatego obwołano go 1 z 4 najlepszych piłkarzy wszech czasów symbolizując jego numer 14 z którym najczęściej grał. Poza numerem 14 nosił również pseudonim: Boski Johan ze względu na uwielbianie go wśród kibiców. Starając się udowodnić, że na zaszczyty, które na niego spadły w pełni zasłużył w jednym z wywiadów stwierdził nieskromnie Myślę, ze byłem najbardziej kompletnym na świecie piłkarzem

## Kariera trenerska

### Ajax Amsterdam
Po zakończeniu kariery zawodniczej Holender szybko powrócił do futbolu. Na początku rozpoczął pracę w Ajaksie na stanowisku dyrektora technicznego (trenerem był Leo Beenhakker), a rok później, w 1985 objął funkcję szkoleniowca pierwszej drużyny. Ajax pod jego wodzą zdobył dwa razy Puchar Holandii, i odniósł sukcesy na arenie europejskiej: w 1987 roku drużyna w której grali m.in. van Basten i Bergkamp zdobyła Puchar Zdobywców Pucharów (w finale 1:0 z Lokomotivem Lipsk), a rok później dotarła do finału tych rozgrywek (1:2 z KV Mechelen). Van Basten o swoich relacjach z Cruĳffem zarówno jako piłkarzem, jak i trenerem, powiedział Szczególnie cenne były jego wskazówki odnośnie taktyki. Uzmysłowił mi jak powinienem postępować na boisku, jak się ustawiać. Podzielam jego zdanie, że futbol to nie tylko instynkt i przeczucie. Nietuzinkowi piłkarze to tacy, którzy myślą na boisku.
Niektórzy twierdzą, że cieniem na ich relacje kładzie się rzekome ignorowanie przez trenera kłopotów z kostką prawej nogi napastnika.
Dennis Bergkamp pytany o wpływ najlepszego holenderskiego piłkarza na swoją karierę, stwierdził Gdy miałem 12 lat, zacząłem trenować 3 razy w tygodniu. Wtedy grał jeszcze Johan Cruyff. Kiedy trafiłem do pierwszego zespołu, Cruyff był już jego trenerem. Miał na mnie wielki wpływ, zawsze pomagał młodym zawodnikom piąć się do góry.
W 1987 szkoleniowiec pokłócił się z jednym z najlepszych piłkarzy drużyny, Frankiem Rĳkaardem, który po awanturze na treningu powiedział dziennikarzom, że nigdy nie zagra w Ajaksie prowadzonym przez Cruĳffa. Holenderski pomocnik został w lutym 1988 wypożyczony do Realu Saragossa, a po udanych dla niego mistrzostwach Europy, trafił do A.C. Milan. Pomimo tego wydarzenia, Cruĳff rekomendował Rĳkaarda na stanowisko selekcjonera reprezentacji Holandii, a potem trenera FC Barcelona i należał do grona jego obrońców na tym stanowisku.

### FC Barcelona
Największe sukcesy jako trener Cruĳff odniósł w Barcelonie. Prowadził drużynę Blaugrany w 306 spotkaniach La Liga, z czego 183 okazało się zwycięskich, 69 zakończyło się remisem a 54 porażką.
Z Barceloną, El Flaco zaczął pracować w roku 1988, po osłabieniu klubu skandalem Hesperia Mutiny, kiedy to zawodnicy zażądali dymisji zarządu. Drugim trenerem został partner Cruĳffa z boiska – Carles Rexach, który wcześniej przez rok był asystentem Luisa Aragonésa. Holender od początku wprowadził ofensywny styl, a wzorem Ajaxu nową taktykę wprowadzono również do drużyn rezerwowych, aby ułatwić adaptacje młodym graczom w pierwszej drużynie.
W pierwszym roku pracy Holender poprowadził drużynę do zwycięstwa w Pucharze Zdobywców Pucharów, w którego finale w Bernie Katalończycy pokonali Sampdorię 2-0 po golach Julio Salinasa i Lopeza Rekarte. Duży wkład w sukcesy mieli sprowadzeni przez Holendra piłkarze, m.in. José Mari Bakero, Aitor Begiristain, Eusebio Sacristán i Salinas.
W dwumeczu o Superpuchar Europy Blaugrana przegrała z Milanem (1-1 i 0-1).
Holender przeprowadził kilka ryzykownych transferów – m.in. w 1989 kupił Michaela Laudrupa, który nie poradził sobie we Włoszech, a rok później młodego Bułgara z CSKA Sofia – Christo Stoiczkowa, który kosztował 4,5 mln dolarów. Obaj piłkarze stali się w Katalonii gwiazdami pierwszej wielkości.
W 1990 po zwycięstwie z Realem Madryt 2-0 drużyna z Katalonii sięgnęła po Puchar Króla.
27 stycznia 1991 roku, odkryto zmiany w organizmie Cruĳffa, spowodowane paleniem 20 papierosów dziennie. Piłka dała mi wszystko, ale niewiele brakowało, żeby to wszystko zabrały mi papierosy – powiedział potem w namawiającej do rzucenia palenia reklamie. W telewizyjnym spocie Holender żonglował paczką i kopnął ją w dal. Od momentu operacji, dla rozładowania stresu w czasie meczów trener używał lizaków Chupa Chups lub nasion słonecznika. El Salvador jak jest nazywany na Camp Nou Cruĳff wrócił na ławkę trenerską i poprowadził klub do największych sukcesów w historii.
Barca zdobyło mistrzostwo w 1991, a w rotterdamskim finale Pucharu Zdobywców Pucharów przegrała z Manchesterem United 1-2.
W 1992 Barcelona obroniła tytuł w ostatniej kolejce, kiedy CD Tenerife wygrało u siebie z Realem Madryt.
W 1992 Barcelona sięgnęła po raz pierwszy po Puchar Europy. Finał miał miejsce na stadionie Wembley i zakończył się wygraną z Sampdorią 1:0, a jedyną bramkę strzelił w dogrywce Ronald Koeman. Czołowe role w zespole odgrywali wtedy m.in. Christo Stoiczkow, Michael Laudrup, Ronald Koeman, José Mari Bakero, Aitor Beguiristáin, Josep Guardiola, Albert Ferrer, Sergi, Guillermo Amor, Miguel Ángel Nadal i Eusebio Sacristán. Podczas fiesty w Barcelonie trener publicznie ogłosił: Macie pierwszy tytuł, następne są w drodze, ale jak się potem okazało, nie był w stanie spełnić tej obietnicy. Szczęście kibiców po zdobyciu po raz pierwszy europejskiego prymatu było ogromne. Przewodniczący Generalitatu, Jordi Pujol powiedział To historyczny dzień dla każdego Katalończyka.
Dzięki tryumfowi na Wembley, Cruĳff stał się trzecim piłkarzem, który zdobył Puchar Europy jako zawodnik i jako trener (po Miguelu Munozie i Giovannim Trapattonim), a Barca trzecim klubem po Juventusie Turyn i Ajaksie Amsterdam, który zdobył wszystkie trzy europejskie puchary.
13 grudnia 1992 w Tokio Duma Katalonii przegrała z São Paulo FC w meczu o Puchar Interkontynentalny. W dwumeczu o Superpuchar Europy Katalończycy pokonali Werder Brema (1:1 na wyjeździe i 2:1 u siebie), a decydującego gola strzelił Stoiczkow.
W sezonie 1992/1993 piłkarze Blaugrany ponownie wygrali rozgrywki ligowe w ostatniej kolejce. Bezpośredni rywal – Deportivo – nie wygrało ostatniego meczu, a przy stanie remisowym, w końcówce meczu rzutu karnego nie wykorzystał Miroslav Đukić.
W letnim okienku transferowym w 1993 Holender sprowadził Romário z PSV Eindhoven. Cruĳff uzasadniał ten transfer mówiąc, że dopiero gdy Stoiczkow będzie miał godnego siebie konkurenta do gry w ataku, to zacznie grać na 100%. Stoiczkow odpowiedział To głupota kupować czwartego obcokrajowca. A jeśli już kierownictwo klubu tak chce, powinno sprowadzić do Barcelony mojego rodaka Lubo Penewa. Ile kosztował Brazylĳczyk? 600 mln peset? Dodam 200 mln z własnych oszczędności i kupmy Lubo. Ostatecznie Romario został najlepszym przyjacielem Stoiczkowa w Barcelonie, a w debiutanckim sezonie strzelił 30 bramek, które wcześniej obiecał kibicom.
Zgodnie z obowiązującymi wtedy w Hiszpanii przepisami, na boisku mogło występować tylko trzech obcokrajowców. Brazylĳczyk oraz Ronald Koeman grali regularnie, a wobec Stoiczkowa i Michaela Laudrupa Johan Cruĳff stosował rotację. Z biegiem czasu coraz częściej na boisku pojawiał się Bułgar, a po sezonie Duńczyk odszedł do Realu Madryt.
Mistrzostwo w 1994 było czwartym z rzędu, ale cieniem na postawę drużyny położył się finał Ligi Mistrzów w Atenach, gdzie Barca przegrała z Milanem 0:4.
Po znakomitych występach na mundialu w USA Romario, Stoiczkowa i Hagiego oraz czwartym mistrzostwie z rzędu, grająca efektowny futbol Barcelona była faworytem we wszystkich rozgrywkach. Ostatnie dwa sezony na ławce trenerskiej nie były jednak tak udane jak poprzednie, choć wielu kibiców wciąż mówiło o nim Intocable (Nietykalny).
W marcu 1995 po przegranej z PSG w ćwierćfinale Pucharu Europy trenera publicznie skrytykował Stoiczkow mówiąc, że Holender pozbył się najlepszych zawodników – Romario, Laudrupa i Zubizarrety, a zastąpili ich fatalnie grający Lopetegui i Busquets. Bułgar stwierdził także, że trener foruje syna Jordiego, który nie jest gotowy do gry w pierwszym składzie. Holender wymógł na zarządzie Barcelony 15-dniową dyskwalifikację napastnika, który po sezonie odszedł do Parmy.
Barca nie zdobyła żadnego trofeum, a w ostatnim sezonie drużynie groziło, że po raz pierwszy w historii nie zakwalifikuje się do europejskich pucharów. Decydującą bramkę strzelił na San Mamés Jordi Cruĳff i drużynie udało się awansować do Pucharu UEFA. Konflikt trenera z zarządem klubu sięgnął apogeum i ten pierwszy opuścił klub.
Cruĳff odchodząc w 1996 z drużyny Dumy Katalonii był skonfliktowany z prezydentem Josepem Lluísem Núñezem, czego wynikiem był podział kibiców na grupy: cruyffistas i nuñistas.
Także jako trener Cruyff był karany za obraźliwe wypowiedzi wobec sędziów. Za obrazę sędziego w październiku 1995 w meczu z Valencią został ukarany grzywną i przez kolejnych 5 spotkań swoich zawodników musiał obserwować z trybun.

### Propozycje pracy
Cruĳff konsekwentnie odrzucał kolejne oferty pracy jako trener. W 1996 media spekulowały o podjęciu przez Holendra pracy w Arsenalu, ale ostatecznie szkoleniowcem tej drużyny został Arsène Wenger. Wyjaśniając odrzucenie oferty Athleticu Bilbao w 2001 roku powiedział Odmawiam, bo mam inną wizję prowadzenia klubu niż te, które mi przedstawiano. Wiem, czego chcę, i nie zgodzę się na żaden kompromis. Poza tym bardzo mi się podoba życie, które teraz prowadzę.
Cruĳff nigdy nie został selekcjonerem reprezentacji Holandii, choć kilkakrotnie był bliski objęcia tej funkcji. Na 10 tygodni przed MŚ we Włoszech z powodu konfliktu z zawodnikami odwołany został trener Thĳs Libregts. Pomimo że Boski Johan był wymieniany wśród faworytów do zajęcia jego stanowiska, to Rinus Michels zdecydował, że bardziej odpowiednią osobą był Leo Beenhakker. Po nieudanych dla Holendrów mistrzostwach, Cruĳff ponownie chciał zostać selekcjonerem, zastrzegając jednak, że z powodu kontraktu z Barçą, funkcję będzie mógł objąć dopiero krótko przed Mistrzostwami Europy w 1992 roku. Rinus Michels ponownie odrzucił jego ofertę i ostatecznie sam został trenerem Oranjes.
Przed kolejnym wielkim turniejem, KNVB ustalił, że Dick Advocaat doprowadzi reprezentację do MŚ w USA, a przed imprezą jego miejsce zajmie Cruĳff. Jednak negocjacje w sprawie objęcia przez niego posady selekcjonera zakończyły się niepowodzeniem. Prasa informowała o braku zgody na takie rozwiązanie dyrektora technicznego Michelsa oraz względy finansowe. Sam trener twierdzi, że kluczowa była sprawa sponsora reprezentacji z którym nie chciał mieć do czynienia.
Natomiast 2004 roku, przed mistrzostwami Europy w Portugalii, Cruĳff odrzucił propozycję zostania selekcjonerem, rekomendując do tej funkcji parę młodych trenerów Franka Rĳkaarda i Marco van Bastena.
W 2005 roku Cruijff był blisko objęcia funkcji selekcjonera reprezentacji Katalonii, która rozgrywa tylko mecze towarzyskie, zazwyczaj jeden rocznie. Ostatecznie na powrót na ławkę trenerską nie zgodziła się jego żona Danny Coster, mówiąc, że ze względu na swój stan zdrowia nie powinien narażać się na stres.
W lutym 2008 roku media podały, że były trener zostanie dyrektorem technicznym Ajaksu i będzie budował zespół razem z nowym szkoleniowcem Marco van Bastenem. 2 tygodnie później Cruĳff ogłosił w oświadczeniu, że do współpracy nie dojdzie: Są profesjonalne różnice opinii. Nie ma konfliktu personalnego, ponieważ ja chciałem tylko przywrócić poprzedni poziom pracy wydziału szkolenia młodzieży.(...) Potrzebne są drastyczne metody działania. Stworzyłem klarowny plan, ale moja wizja zreformowania klubu nie jest podzielana przez tych, którzy powinni ją wykonywać.

### Reprezentacja Katalonii
2 listopada 2009 roku Johan Cruijff został selekcjonerem reprezentacji Katalonii, po 13 latach przerwy w pracy trenerskiej. Pierwszy mecz poprowadził 22 grudnia 2009 na Camp Nou w Barcelonie, w którym jego drużyna wygrała 4:2 z reprezentacją Argentyny. Następnie 28 grudnia 2010 roku na Estadi Olímpic Lluís Companys w Barcelonie wygrała 4:0 z reprezentacją Hondurasu, a 30 grudnia 2011 roku na Camp Nou w Barcelonie bezbramkowo zremisowała z reprezentacją Tunezji, natomiast 2 stycznia 2013 roku na RCDE Stadium w Barcelonie drużyna zremisowała 1:1 z reprezentacją NIgerii i to był ostatni mecz Cruijffa w karierze trenerskiej.

### Styl pracy
Swoje metody trenerskie przedstawił w następujący sposób: „W piłce nożnej sprawa jest prosta. Albo jesteś na czas, albo spóźniasz się o ułamek sekundy. Jeśli się spóźniasz, musisz zrobić wszystko, by następnym razem być na czas. Piłkarze zawsze mają wiele wytłumaczeń: 'Ach, ja myślałem to.’, ‘Nie wiedziałem, że...’ albo 'było po prostu odrobinę za późno, żeby biec do piłki’. Sam byłem długo piłkarzem, więc nie muszą mi niczego tłumaczyć. Bardzo często sam wymyślałem takie usprawiedliwienia. Znam je wszystkie. Tłumaczenia się nie liczą. Po co powtarzać:, 'Dlaczego się spóźniłeś? Czy nie widziałeś...?' Albo 'Może byłeś za daleko, żeby dostrzec...?'. Piłka nożna to sport pomyłek. Jeśli piłka odskoczy od nogi, to nie błąd. Błąd popełnia ten, kto podbiega za późno. Ja potrafię wyłapać szczegóły, a ostatecznie właśnie szczegóły decydują o tym, czy ktoś się spóźni do piłki, czy nie.
Gdziekolwiek pójdę, zawsze będę propagował futbol ofensywny, bez względu na sprzeciwy powiedział Holender.
Cruĳff rozkazywał, a piłkarz musiał słuchać bez słowa. Na treningach często potrafił obrażać piłkarzy. Jednak jego wizja gry była wspaniała powiedział o pracy Holendra w Ajaksie Amsterdam Ronald Koeman, który był także jednym z filarów Barcelony.
Christo Stoiczkow dla którego Holender jest szczególnie bliską osobą, pytany czy kłócili się podczas pracy w Barcelonie powiedział To nie były kłótnie, bo z nim nie można tego robić. Z nim można tylko dyskutować. A ja czasami właśnie bardzo ostro dyskutowałem. Zrozumieliśmy to po latach, że każdy z nas miał... rację. On jako trener, a ja jako piłkarz.
Bułgar powiedział także To człowiek, który we mnie uwierzył bardziej, niż ktokolwiek inny. Cruyff był najlepszym trenerem na świecie, ale miał najtrudniejszy charakter z wszystkich ludzi, z którymi współpracowałem. Ja też jestem ekspresywny, przez co wiele razy dochodziło do spięć między nami. Zawsze powtarzałem: nigdy nie będzie dobrego trenera bez dobrych zawodników, ani też dobrych zawodników bez dobrego trenera. (...) Cruyff jest człowiekiem, który nauczył mnie grać w piłkę.
Kilku zawodników drużyny marzeń, po skończeniu kariery zawodniczej, dalej związanych jest z piłką. José Mari Bakero był dyrektorem sportowym Realu Sociedad i drugim trenerem Valencii, Ronald Koeman trenował m.in. AFC Ajax, Michael Laudrup Brøndby IF, Christo Stoiczkow Celtę Vigo, Josep Guardiola trenował FC Barcelonę w latach 2008–2012, Txiki Begiristain jest w tym klubie dyrektorem sportowym, Carles Busquets jednym z trenerów bramkarzy, a Eusebio Sacristán był asystentem Rĳkaarda.

## Życie od 1996 roku
Po zakończeniu kariery był „szarą eminencją” Barçy, sytuację w klubie komentował na łamach dziennika La Vanguardia. Choć sam nie zajmował żadnych stanowisk, to jego opinia była zawsze ważna dla cules, a wypowiedzi na temat bieżącej polityki klubu były szeroko komentowane w mediach. Poparcie Cruĳffa pozwoliło zdobyć głosy socios Joanowi Laporcie, gdy ten w 2003 roku wygrał wybory na prezydenta klubu. Jego głos był decydujący przy zatrudnianiu Franka Rĳkaarda na stanowisku szkoleniowca zespołu.
W świecie barcelonismo nie wszyscy byli zadowoleni z wpływów Cruĳffa. Migueli, który 16-letnią karierę w Barcelonie zakończył w 1989, powiedział w 2007 roku, że Holender powinien zostawić Blaugranę w spokoju. Jeśli chce wyrażać swoje zdanie, niech lepiej nie robi tego publicznie. To destabilizuje klub i nie pomaga Barcelonie.
Były trener komentował także wyniki i przede wszystkim styl gry reprezentacji Holandii. Cruĳff często zarzucał selekcjonerom drużyny Oranje zbyt defensywny styl i odejście od tradycji taktyki Rinusa Michelsa.
Po nieudanych eliminacjach do mistrzostw świata 2002 drużyny Louisa van Gaala powiedział Kiedyś w erze futbolu totalnego graliśmy bardzo ofensywnie i przeprowadzaliśmy wiele ataków skrzydłami. Nasza drużyna była jedną z lepszych na świecie właśnie dzięki takiemu stylowi gry. Teraz kwestia gry skrzydłami powraca znowu. Dzisiejsi piłkarze zapomnieli o tradycjach naszego futbolu. Drużyna van Gaala przegrała eliminacje do MŚ przez złą taktykę trenera.
Pod koniec 2003 roku krytykując zespół Dicka Advocaata stwierdził Wszystko, co powiedziałem, mówiłem z perspektywy napastnika. Zawsze grałem w drużynach, które grały futbol na najwyższym poziomie i stale atakowały. Nie oczekuję, że Advocaat podziela moją wizję piłki nożnej, bo nigdy nie grał na tym poziomie, co ja. Inny problem tej drużyny polega na tym, że pomocnicy nie biorą na siebie odpowiedzialności za grę. 9 na 10 piłek, które dostają napastnicy to długie podania. Zawodnicy w środku pola nie grają zespołowo, przez co liczba strat i kontrataków jest za duża.
Przed Euro 2008 negatywnie oceniał taktykę van Bastena jako zbyt defensywną i nieprzystającą do holenderskiej tradycji. Twierdził, że Oranjes muszą grać taktyką 4-3-3 z szeroko ustawionymi skrzydłowymi, a taktyka 4-5-1 nie jest odpowiednia dla kraju z którego pochodzi idea futbolu totalnego. Pomimo dobrych wyników w meczach grupowych, turniej zakończył się dla Holendrów niepowodzeniem, tj. porażką z Rosją.
29 maja 2005 odbył się charytatywny mecz będący hołdem dla Christo Stoiczkowa. Cruĳff wraz z Carlesem Rexachiem byli opiekunami drużyny Dream Teamu, w której zagrali m.in. Rivaldo, Miguel Ángel Nadal, Jon Andoni Goikoetxea, Guillermo Amor, Gheorghe Popescu, Eusebio Sacristán, Juan Antonio Pizzi, Julio Salinas, Aitor Beguiristáin, Gheorghe Hagi i Sergi Barjuán, a w przeciwnym zespole przyjaciół bułgarskiego internacjonała prowadzonym przez Bobby’ego Robsona i Dimityra Penewa wystąpili tacy zawodnicy jak Dan Petrescu, Iwajło Jordanow, Emił Kostadinow, Djalminha, Jordan Leczkow, Krasimir Bałykow, Roberto Mancini, Frank Rĳkaard i Iván Zamorano. Spotkanie zakończyło się wynikiem 2-1, a dwie bramki strzelił Stoiczkow.

## Życie prywatne
Johan Cruĳff był żonaty z Danny Coster, którą poślubił 2 grudnia 1968 r. Jak sam twierdził małżeństwo z nią było najlepszym, co spotkało go w życiu. Johan i Danny mieli trójkę dzieci: Chantal (ur. 16 listopada 1970), Susila (27 stycznia 1972) i Jordi (9 lutego 1974). Mieszkali w Barcelonie.
9 lutego 1974 roku urodził się syn Cruijffa, któremu nadano imię Jordi. Nadanie katalońskiego imienia w Hiszpanii zarządzanej pod dyktaturą gen. Francisca Franco było nielegalne, jednak formalności dokonano w Holandii. Manifestacja piłkarza po raz kolejny przyniosła mu uznanie culés, dla których „niderlandzkie niemowlę” było symbolem nacjonalizmu. Jednak jak przyznał sam piłkarz, gdy wybierał imię dla syna, nie wiedział, że jest ono zakazane – razem z żoną kierował się tylko miłym brzmieniem. Wprowadzał swojego syna do pierwszej drużyny FC Barcelona. El Pais napisał o trenerze: Traktuje źle i arogancko wszystkich, z którymi ma do czynienia. Pomiata zawodnikami i dziennikarzami. Rozpieszcza tylko publiczność i syna. W drużynie Dumy Katalonii strzelił kilka ważnych bramek i wiązano z nim nadzieje, ale odszedł z drużyny w 1996 do Manchesteru United Na piłkarskiej koszulce syna, zamiast nazwiska umieszczone było jego imię.
W wywiadzie przeprowadzonym przez holenderski magazyn piłkarski „Voetbal International”, z okazji 50. urodzin piłkarza, mówił o swoim stylu życia: Jako piłkarz czy trener zespołów liczących się na arenie międzynarodowej nie miałem życia prywatnego. Teraz mam czas dla mojej żony, Danny, moich dzieci, Chantal, Susila i Jordi, i kilkorga wnucząt. Mam też czas na granie w golfa. Futbol nie ma już dla mnie tajemnic. Mam nadzieje, że ten piękny sport nie zostanie zniszczony przez agresywnych kibiców, działaczy, którzy potrafią myśleć wyłącznie o sobie, i piłkarzy, którzy w kłótniach z kolegami stosują argument pięści. Piłka nożna jest mi zbyt droga, bym mógł spokojnie na to patrzeć.
Jednym z wydarzeń związanych z 60. urodzinami zawodnika były przeprosiny, które złożyli Karl-Heinz Rummenigge i Gerd Müller za swoją postawę podczas towarzyskiego meczu Ajaksu i Bayernu Monachium w 1978 roku. Spotkanie mające na celu uhonorowanie Cruĳffa potraktowali bardzo poważnie i wzięli rewanż za porażkę w 1972 roku. wygrywając aż 8-0.
Był ateistą. Jak sam powiedział: Nie jestem osobą wierzącą. W Hiszpanii wszystkich 22 zawodników wykonuje znak krzyża przed meczem. Gdyby coś z tego wynikało, zawsze byłby remis. W wolnych chwilach Cruĳff najchętniej słuchał Nat King Cole’a i The Beatles. Z malarzy najbardziej cenił Van Gogha, z architektów Gaudíego, a spośród filmów Ojca chrzestnego. Jego ulubieni autorzy to Robert Ludlum i Frederick Forsyth. Lubił hiszpańskie czerwone wino oraz ubrania takich firm jak Hugo Boss i Zegna.

## Choroba, śmierć i pogrzeb
W 1991 roku po wykryciu u niego choroby wieńcowej i po operacji serca Johan Cruijff rzucił palenie, w październiku 2015 roku wykryto u niego raka płuc Zmarł 24 marca 2016 roku w Barcelonie, następnego dnia jego ciało poddano kremacji w Barcelonie, a po czym odbył się pogrzeb. 26 marca 2016 roku dla tysięcy fanów otwarto stadion Camp Nou.

## Pisownia nazwiska
Kiedy Cruĳff zadebiutował, gazeta „De Sportkroniek” napisała jego nazwisko Kruyff, a „Het Parool” i „De Volkskrant” Kruĳff.
Nico Scheepmaker w książce Hendrik Johannes, Fenomeen rozwiał problemy związane pisownią nazwiska. Wątpliwości dotyczą ligatury „ĳ” zamienianej na „y”. Sam zawodnik w jednym z wywiadów powiedział nawet, że w prawidłowej wersji występuje „ÿ”. Jego ojciec w paszporcie wpisaną miał wersję z „y”, a matka pisała swoje nazwisko Cruĳff-Draaĳer. W amsterdamskich aktach urodzin i śmierci, pisownia jest jednoznaczna. 25 kwietnia 1947 urodził się Cruĳff, Hendrik Johannes. W latach 70. zawodnik pisał swoje nazwisko Cruyff, tłumacząc to tym, że na angielskich i hiszpańskich maszynach do pisania nie ma ligatury 'ĳ'. Podobnie jest z nazwiskiem innego holenderskiego piłkarza Dirka Kuyta (właśc. Dirk Kuĳt).

## Statystyki

### Klubowe
| Klub                 | Sezon              | Liga               | Liga  | Liga   | Puchar krajowy | Puchar krajowy | Puchar międzynarodowy | Puchar międzynarodowy | Inne  | Inne   | Łącznie | Łącznie |
| Klub                 | Sezon              | Liga               | Mecze | Bramki | Mecze          | Bramki         | Mecze                 | Bramki                | Mecze | Bramki | Mecze   | Bramki  |
| -------------------- | ------------------ | ------------------ | ----- | ------ | -------------- | -------------- | --------------------- | --------------------- | ----- | ------ | ------- | ------- |
| Ajax Amsterdam       | 1964/1965          | Eredivisie         | 10    | 4      | 0              | 0              | —                     | —                     | —     | —      | 10      | 4       |
| Ajax Amsterdam       | 1965/1966          | Eredivisie         | 19    | 16     | 4              | 9              | —                     | —                     | —     | —      | 23      | 25      |
| Ajax Amsterdam       | 1966/1967          | Eredivisie         | 30    | 33     | 5              | 5              | 6                     | 3                     | —     | —      | 41      | 41      |
| Ajax Amsterdam       | 1967/1968          | Eredivisie         | 33    | 27     | 5              | 6              | 2                     | 1                     | —     | —      | 40      | 34      |
| Ajax Amsterdam       | 1968/1969          | Eredivisie         | 29    | 24     | 3              | 3              | 10                    | 6                     | 1     | 1      | 43      | 34      |
| Ajax Amsterdam       | 1969/1970          | Eredivisie         | 33    | 23     | 5              | 6              | 8                     | 4                     | —     | —      | 46      | 33      |
| Ajax Amsterdam       | 1970/1971          | Eredivisie         | 25    | 21     | 6              | 5              | 6                     | 1                     | —     | —      | 37      | 27      |
| Ajax Amsterdam       | 1971/1972          | Eredivisie         | 32    | 25     | 4              | 3              | 9                     | 5                     | —     | —      | 45      | 33      |
| Ajax Amsterdam       | 1972/1973          | Eredivisie         | 32    | 17     | 0              | 0              | 6                     | 3                     | 4     | 3      | 42      | 23      |
| Ajax Amsterdam       | 1973/1974          | Eredivisie         | 2     | 3      | 0              | 0              | 0                     | 0                     | 0     | 0      | 2       | 3       |
| Łącznie              | Łącznie            | Łącznie            | 247   | 193    | 32             | 37             | 47                    | 23                    | 5     | 4      | 331     | 257     |
| FC Barcelona         | 1973/1974          | Primera División   | 26    | 16     | 12             | 8              | 0                     | 0                     | —     | —      | 38      | 24      |
| FC Barcelona         | 1974/1975          | Primera División   | 30    | 7      | 12             | 7              | 8                     | 0                     | —     | —      | 50      | 14      |
| FC Barcelona         | 1975/1976          | Primera División   | 29    | 6      | 10             | 3              | 9                     | 2                     | —     | —      | 48      | 11      |
| FC Barcelona         | 1976/1977          | Primera División   | 30    | 14     | 9              | 6              | 7                     | 5                     | —     | —      | 46      | 25      |
| FC Barcelona         | 1977/1978          | Primera División   | 28    | 5      | 7              | 1              | 10                    | 5                     | —     | —      | 45      | 11      |
| Łącznie              | Łącznie            | Łącznie            | 143   | 48     | 50             | 25             | 34                    | 12                    | —     | —      | 230     | 85      |
| Los Angeles Aztecs   | 1979               | NASL               | 22    | 14     | —              | —              | —                     | —                     | 4     | 1      | 26      | 15      |
| Łącznie              | Łącznie            | Łącznie            | 22    | 14     | —              | —              | —                     | —                     | 4     | 1      | 26      | 15      |
| Washington Diplomats | 1980               | NASL               | 24    | 10     | —              | —              | —                     | —                     | 2     | 0      | 26      | 10      |
| Łącznie              | Łącznie            | Łącznie            | 24    | 10     | —              | —              | —                     | —                     | 2     | 0      | 26      | 10      |
| UD Levante           | 1980/1981          | Segunda División   | 10    | 2      | 0              | 0              | —                     | —                     | —     | —      | 10      | 2       |
| Łącznie              | Łącznie            | Łącznie            | 10    | 2      | 0              | 0              | —                     | —                     | —     | —      | 10      | 2       |
| Washington Diplomats | 1981               | NASL               | 5     | 2      | —              | —              | —                     | —                     | —     | —      | 5       | 2       |
| Łącznie              | Łącznie            | Łącznie            | 5     | 2      | —              | —              | —                     | —                     | —     | —      | 5       | 2       |
| Ajax Amsterdam       | 1981/1982          | Eredivisie         | 15    | 7      | 1              | 0              | 0                     | 0                     | —     | —      | 16      | 7       |
| Ajax Amsterdam       | 1982/1983          | Eredivisie         | 21    | 7      | 7              | 2              | 2                     | 0                     | —     | —      | 30      | 9       |
| Łącznie              | Łącznie            | Łącznie            | 36    | 14     | 8              | 2              | 2                     | 0                     | —     | —      | 46      | 16      |
| Feyenoord Rotterdam  | 1983/1984          | Eredivisie         | 33    | 11     | 7              | 1              | 4                     | 1                     | —     | —      | 44      | 13      |
| Łącznie              | Łącznie            | Łącznie            | 33    | 11     | 7              | 1              | 4                     | 1                     | —     | —      | 44      | 13      |
| Łącznie w karierze   | Łącznie w karierze | Łącznie w karierze | 511   | 297    | 97             | 65             | 84                    | 36                    | 10    | 4      | 702     | 402     |

### Reprezentacyjne
| Reprezentacja | Rok     | Mecze | Bramki |
| ------------- | ------- | ----- | ------ |
| Holandia      |         |       |        |
| 1966          | 2       | 1     |        |
| 1967          | 3       | 1     |        |
| 1968          | 1       | 0     |        |
| 1969          | 3       | 1     |        |
| 1970          | 2       | 2     |        |
| 1971          | 4       | 6     |        |
| 1972          | 5       | 5     |        |
| 1973          | 6       | 6     |        |
| 1974          | 12      | 8     |        |
| 1975          | 2       | 0     |        |
| 1976          | 4       | 2     |        |
| 1977          | 4       | 1     |        |
| Łącznie       | Łącznie | 48    | 33     |
| Katalonia     | 1976    | 1     | 0      |
| Łącznie       | Łącznie | 1     | 0      |

| Mecze i gole w reprezentacji | Mecze i gole w reprezentacji | Mecze i gole w reprezentacji | Mecze i gole w reprezentacji | Mecze i gole w reprezentacji | Mecze i gole w reprezentacji | Mecze i gole w reprezentacji | Mecze i gole w reprezentacji |
| Lp.                          | Data                         | Miasto                       | Przeciwnik                   | Gol                          | Wynik                        | Rozgrywki                    | Uwagi                        |
| Holandia                     | Holandia                     | Holandia                     | Holandia                     | Holandia                     | Holandia                     | Holandia                     | Holandia                     |
| ---------------------------- | ---------------------------- | ---------------------------- | ---------------------------- | ---------------------------- | ---------------------------- | ---------------------------- | ---------------------------- |
| 1.                           | 07.09.1966                   | Amsterdam                    | Węgry                        | Gol                          | 2:2                          | El. Euro 1968                |                              |
| 2.                           | 06.11.1966                   | Amsterdam                    | Czechosłowacja               |                              | 2:2                          | El. Euro 1968                |                              |
| 3.                           | 13.09.1967                   | Amsterdam                    | NRD                          | Gol                          | 1:0                          | El. Euro 1968                |                              |
| 4.                           | 04.10.1967                   | Kopenhaga                    | Dania                        |                              | 2:3                          | El. Euro 1968                |                              |
| 5.                           | 01.11.1967                   | Rotterdam                    | Jugosławia                   |                              | 1:2                          | Towarzyski                   |                              |
| 6.                           | 01.05.1968                   | Warszawa                     | Polska                       |                              | 0:0                          | Towarzyski                   |                              |
| 7.                           | 26.03.1969                   | Rotterdam                    | Luksemburg                   | Gol                          | 4:0                          | El. Mundialu 1970            |                              |
| 8.                           | 07.09.1969                   | Chorzów                      | Polska                       |                              | 1:2                          | El. Mundialu 1970            |                              |
| 9.                           | 05.11.1969                   | Amsterdam                    | Anglia                       |                              | 0:1                          | Towarzyski                   |                              |
| 10.                          | 14.01.1970                   | Londyn                       | Anglia                       |                              | 0:0                          | Towarzyski                   |                              |
| 11.                          | 02.12.1970                   | Amsterdam                    | Rumunia                      | Gol · Gol                    | 2:0                          | Towarzyski                   |                              |
| 12.                          | 24.02.1971                   | Rotterdam                    | Luksemburg                   | Gol · Gol                    | 6:0                          | El. Euro 1972                |                              |
| 13.                          | 10.10.1971                   | Rotterdam                    | NRD                          |                              | 3:2                          | El. Euro 1972                |                              |
| 14.                          | 17.11.1971                   | Eindhoven                    | Luksemburg                   | Gol · Gol · Gol              | 8:0                          | El. Euro 1972                |                              |
| 15.                          | 01.12.1971                   | Amsterdam                    | Szkocja                      | Gol                          | 2:1                          | Towarzyski                   |                              |
| 16.                          | 16.02.1972                   | Pireus                       | Szkocja                      | Gol · Gol                    | 5:0                          | Towarzyski                   |                              |
| 17.                          | 03.05.1972                   | Rotterdam                    | Peru                         |                              | 3:0                          | Towarzyski                   |                              |
| 18.                          | 30.08.1972                   | Praga                        | Czechosłowacja               | Gol                          | 2:1                          | Towarzyski                   |                              |
| 19.                          | 01.11.1972                   | Rotterdam                    | Norwegia                     | Gol · Gol                    | 9:0                          | El. Mundialu 1974            |                              |
| 20.                          | 19.11.1972                   | Antwerpia                    | Belgia                       |                              | 0:0                          | El. Mundialu 1974            |                              |
| 21.                          | 02.05.1973                   | Amsterdam                    | Hiszpania                    | Gol                          | 3:2                          | Towarzyski                   |                              |
| 22.                          | 22.08.1973                   | Amsterdam                    | Islandia                     | Gol · Gol                    | 5:0                          | El. Mundialu 1974            |                              |
| 23.                          | 29.08.1973                   | Deventer                     | Islandia                     | Gol · Gol                    | 8:1                          | El. Mundialu 1974            |                              |
| 24.                          | 12.09.1973                   | Oslo                         | Norwegia                     | Gol                          | 2:1                          | El. Mundialu 1974            |                              |
| 25.                          | 10.10.1973                   | Rotterdam                    | Polska                       |                              | 1:1                          | Towarzyski                   | , do 56'                     |
| 26.                          | 18.11.1973                   | Amsterdam                    | Belgia                       |                              | 0:0                          | El. Mundialu 1974            |                              |
| 27.                          | 27.03.1974                   | Rotterdam                    | Austria                      |                              | 1:1                          | Towarzyski                   |                              |
| 28.                          | 26.05.1974                   | Amsterdam                    | Argentyna                    |                              | 4:1                          | Towarzyski                   |                              |
| 29.                          | 15.06.1974                   | Hanower                      | Urugwaj                      |                              | 2:0                          | Mundial 1974                 |                              |
| 30.                          | 19.06.1974                   | Dortmund                     | Szwecja                      |                              | 0:0                          | Mundial 1974                 |                              |
| 31.                          | 23.06.1974                   | Dortmund                     | Bułgaria                     |                              | 4:1                          | Mundial 1974                 |                              |
| 32.                          | 26.06.1974                   | Gelsenkirchen                | Argentyna                    | Gol · Gol                    | 4:0                          | Mundial 1974                 |                              |
| 33.                          | 30.06.1974                   | Gelsenkirchen                | NRD                          |                              | 2:0                          | Mundial 1974                 |                              |
| 34.                          | 03.07.1974                   | Dortmund                     | Brazylia                     | Gol                          | 2:0                          | Mundial 1974                 |                              |
| 35.                          | 07.07.1974                   | Monachium                    | RFN                          |                              | 1:2                          | Mundial 1974                 |                              |
| 36.                          | 04.09.1974                   | Solna                        | Szwecja                      | Gol                          | 5:1                          | Towarzyski                   |                              |
| 37.                          | 25.09.1974                   | Helsinki                     | Finlandia                    | Gol · Gol                    | 3:1                          | Euro 1976                    |                              |
| 38.                          | 20.11.1974                   | Rotterdam                    | Włochy                       | Gol · Gol                    | 3:1                          | Euro 1976                    |                              |
| 39.                          | 10.09.1975                   | Chorzów                      | Polska                       |                              | 1:4                          | Euro 1976                    |                              |
| 40.                          | 15.10.1975                   | Amsterdam                    | Polska                       |                              | 3:0                          | Euro 1976                    |                              |
| 41.                          | 25.04.1976                   | Rotterdam                    | Belgia                       |                              | 5:0                          | Euro 1976                    |                              |
| 42.                          | 22.05.1976                   | Bruksela                     | Belgia                       | Gol                          | 2:1                          | Euro 1976                    |                              |
| 43.                          | 16.06.1976                   | Zagrzeb                      | Czechosłowacja               |                              | 3:1                          | Euro 1976                    |                              |
| 44.                          | 13.10.1976                   | Rotterdam                    | Irlandia Północna            | Gol                          | 2:2                          | El. Mundialu 1978            |                              |
| 45.                          | 09.02.1977                   | Londyn                       | Anglia                       |                              | 2:0                          | Towarzyski                   |                              |
| 46.                          | 26.03.1977                   | Antwerpia                    | Belgia                       |                              | 2:0                          | El. Mundialu 1978            |                              |
| 47.                          | 12.10.1977                   | Belfast                      | Belgia                       | Gol                          | 1:0                          | El. Mundialu 1978            | , do 71'                     |
| 48.                          | 26.10.1977                   | Amsterdam                    | Belgia                       |                              | 1:0                          | El. Mundialu 1978            |                              |
| Katalonia                    |                              |                              |                              |                              |                              |                              |                              |
| 1.                           | 09.06.1976                   | Barcelona                    | ZSRR                         | Gol                          | 1:1                          | Towarzyski                   |                              |

### Trenerskie
| Klub           | Od         | Do         | Wyniki | Wyniki | Wyniki | Wyniki | Wyniki  |
| Klub           | Od         | Do         | M      | Z      | R      | P      | % Zwyc. |
| -------------- | ---------- | ---------- | ------ | ------ | ------ | ------ | ------- |
| Ajax Amsterdam | 06.06.1985 | 04.01.1988 | 117    | 86     | 10     | 21     | 73.50   |
| FC Barcelona   | 04.05.1988 | 18.05.1996 | 430    | 250    | 97     | 83     | 58.14   |
| Katalonia      | 02.11.2009 | 02.01.2013 | 4      | 2      | 2      | 0      | 50.00   |
| Ogólnie        | Ogólnie    | Ogólnie    | 551    | 338    | 109    | 104    | 61.34   |

## Sukcesy

### Zawodnicze
- Ajax Amsterdam
  - Mistrzostwo Holandii: 1966, 1967, 1968, 1970, 1972, 1973, 1982, 1983
  - Wicemistrzostwo Holandii: 1969, 1971
  - Puchar Holandii: 1967, 1970, 1971, 1972, 1983
  - Puchar Europy: 1971, 1972, 1973
  - Finał Pucharu Europy: 1969
  - Puchar Interkontynentalny: 1972
  - Superpuchar Europy: 1972
- FC Barcelona
  - Mistrzostwo Hiszpanii: 1974
  - Wicemistrzostwo Hiszpanii: 1976, 1977, 1978
  - 3. miejsce w Primera División: 1975
  - Puchar Króla Hiszpanii: 1978
  - Finał Pucharu Króla Hiszpanii: 1974
- Feyenoord Rotterdam
  - Mistrzostwo Holandii: 1984
  - Puchar Holandii: 1984
- Reprezentacyjne
  - Wicemistrzostwo świata: 1974
  - Brązowy medal mistrzostw Europy: 1976

### Trenerskie
- Ajax Amsterdam
  - Wicemistrzostwo Holandii: 1986, 1987, 1988
  - Puchar Holandii: 1986, 1987
  - Puchar Zdobywców Pucharów: 1987
- FC Barcelona
  - Mistrzostwo Hiszpanii: 1991, 1992, 1993, 1994
  - Wicemistrzostwo Hiszpanii: 1989
  - 3. miejsce w Primera División: 1990, 1996
  - Puchar Króla Hiszpanii: 1990
  - Finał Pucharu Króla Hiszpanii: 1996
  - Superpuchar Hiszpanii: 1991, 1992, 1994
  - Puchar Zdobywców Pucharów: 1989
  - Finał Pucharu Zdobywców Pucharów: 1991
  - Puchar Europy: 1992
  - Finał Ligi Mistrzów: 1994
  - Superpuchar Europy: 1992
- Reprezentacja Katalonii
  - Catalonia International Trophy: 2009, 2010, 2013

### Indywidualne
- Król strzelców Eredivisie: 1967 (33 gole), 1972 (25 goli)
- Najlepszy strzelec europejskich pucharów: 1972
- Najlepszy gracz mistrzostw świata: 1974
- Piłkarz Roku w Holandii: 1967, 1968, 1969, 1971, 1984
- Złota Piłka miesięcznika France Football: 1971, 1973, 1974
- 3. miejsce w plebiscycie miesięcznika France Football: 1975
- Najlepszy zagraniczny zawodnik Primera División: 1977, 1978
- MVP NASL: 1979, 1980
- Sportowiec Roku w Holandii: 1973, 1974
- Najlepszy trener świata w plebiscycie World Soccer: 1987
- Najlepszy trener Primera División: 1991, 1992
- Onze de Oro (Czołowy trener roku): 1992, 1994
- 2. miejsce w plebiscycie Piłkarz wszech czasów IFFHS na piłkarza wszech czasów: 1999[46]
- Najlepszy piłkarz Ligi Mistrzów w historii miesięcznika Champions: 2004 (przed Zinedinem Zidanem i Franzem Beckenbauerem)[47]
- 3. miejsce w plebiscycie Piłkarz 50-lecia UEFA: 2004 (za Zinedinem Zidanem i Franzem Beckenbauerem)
- Najlepszy zawodnik w historii Holandii w plebiscycie FIFA: 2004
- Najlepszy europejski zawodnik wszech czasów w plebiscycie FIFA: 2004
- 4. miejsce w plebiscycie Piłkarz wszech czasów FIFA: 2004
- 3. miejsce w głosowaniu laureatów Złotej Piłki France Football na najlepszego piłkarza w historii[48]
- Członek FIFA 100

### Wyróżnienia
- Johan Cruĳff zajmuje 3. miejsce pod względem zdobyczy bramkowych w historii holenderskiej Eredivisie -w 408 spotkaniach strzelił 216 goli. Ustępuje jedynie Ruudowi Geelsowi – 266 bramek w 328 meczach i Willy’emu van der Kuĳlenowi – 311 goli w 528 spotkaniach.
- Cruĳff wielokrotnie trafiał do jedenastek najlepszych zawodników w historii FC Barcelona, m.in. w głosowaniu na stulecie klubu w 1999 roku oraz pod koniec 2006, kiedy plebiscyt odbywał się na internetowej stronie katalońskiego dziennika sportowego El Mundo Deportivo[49].
- W 1996 Superpuchar Holandii na cześć gracza nazwano Johan Cruĳff-schaal.
- W listopadzie 2003, w ramach obchodów 50-lecia Europejskiej Unii Piłkarskiej Królewski Holenderski Związek Piłki Nożnej wybrał Cruĳffa najwybitniejszym holenderskim piłkarzem ostatnich 50 lat. Zawodnicy wybrani przez krajowe federacje noszą tytuł „Golden players”[50].
- Oddając hołd piłkarzowi, holenderski minister kultury, Aad Nuis opublikował odę na jego cześć w jednym z czasopism piłkarskich.
- Wymyślił trick nazywany Cruĳff Turn (obrót Cruĳffa). Ruch polega na zamarkowaniu kopnięcia piłki do przodu i zagarnięciu piłki wewnętrzną stroną stopy w drugą stronę, na wolne pole i bieg za nią. Przez 32 lata i 112 dni był jedynym wykonawcą zwodu który został nazwany imieniem bądź nazwiskiem, następnym przypadkiem był Rodrigo Taddei.
- W plebiscycie na największego Holendra w historii zajął szóste miejsce.
- Produkująca sprzęt sportowy firma Cruyff Classic, która należy do piłkarza, miała w Holandii znaczący udział w rynku. W butach tej marki grali m.in. Marco van Basten, Jordi Cruĳff, a poza boiskiem obuwie tej firmy nosił Dennis Bergkamp[51].
- Nagroda dla najlepszego młodego zawodnika Eredivisie nosi imię Johana Cruĳffa. W 2006 roku, kiedy odebrał ją Klaas-Jan Huntelaar, Boski Johan odebrał nagrodę za osiągnięcia życia[52].
- Trzykrotne zdobycie Złotej Piłki to rekord, który wyrównali Michel Platini, Marco van Basten, Lionel Messi i Cristiano Ronaldo
- W 2004 powstał film dokumentalny o piłkarzu w reżyserii Ramóna Gielinga pt. Johan Cruĳff – En un momento dado[53]. Film przedstawia głównie wywiady z kibicami FC Barcelona, którzy opowiadają jak Cruĳff zmienił ich życie oraz inscenizują najsłynniejsze momenty z jego pobytu w Katalonii. Obraz kończy wywiad z bohaterem produkcji.
- Z końcem sezonu 2007/2008 Ajax Amsterdam na stałe wycofał numer 14, którego symbolem był Cruĳff, tłumacząc to jego nieocenionym wkładem w rozwój klubu. Ostatnim piłkarzem noszącym koszulkę Joden z tym numerem był Roger García[54].
- W 2005 roku otrzymał nagrodę Laureusa za osiągnięcia jako piłkarz i trener. Nominowanymi w siódmej edycji tej nagrody byli również tamtej edycji nagrody byli m.in. Rafael Nadal, Martina Hingis, Roger Federer, Janica Kostelić, Valentino Rossi i Ronaldinho[55].

## Rekordy
Johan Cruĳff jest rekordzistą pod względem finałów europejskich pucharów w jakich brał udział. W ścisłych finałach pod egidą UEFA brał udział łącznie 13 razy.
| Rozgrywki                           | Klub           | Funkcja  | Wynik      |
| ----------------------------------- | -------------- | -------- | ---------- |
| Puchar Europy 1968/1969             | Ajax Amsterdam | Zawodnik | Porażka    |
| Puchar Europy 1970/1971             | Ajax Amsterdam | Zawodnik | Zwycięstwo |
| Puchar Europy 1971/1972             | Ajax Amsterdam | Zawodnik | Zwycięstwo |
| Superpuchar Europy 1972             | Ajax Amsterdam | Zawodnik | Zwycięstwo |
| Puchar Europy 1972/1973             | Ajax Amsterdam | Zawodnik | Zwycięstwo |
| Puchar Zdobywców Pucharów 1986/1987 | Ajax Amsterdam | Trener   | Zwycięstwo |
| Superpuchar Europy 1987             | Ajax Amsterdam | Trener   | Porażka    |
| Puchar Zdobywców Pucharów 1988/1989 | FC Barcelona   | Trener   | Zwycięstwo |
| Superpuchar Europy 1989             | FC Barcelona   | Trener   | Porażka    |
| Puchar Zdobywców Pucharów 1990/1991 | FC Barcelona   | Trener   | Porażka    |
| Puchar Europy 1991/1992             | FC Barcelona   | Trener   | Zwycięstwo |
| Superpuchar Europy 1992             | FC Barcelona   | Trener   | Zwycięstwo |
| Liga Mistrzów 1993/1994             | FC Barcelona   | Trener   | Porażka    |